# Corps Teutonia Stuttgart

Haus des Corps Teutonia

Das Corps Teutonia Stuttgart ist eine Studentenverbindung an der Universität Stuttgart. Es ist eine farbentragende, schlagende, nicht-religiöse und unpolitische Studentenverbindung, deren Mitglieder auf das Toleranzprinzip verpflichtet sind. Als Corps an einer Technischen Hochschule ist es im Weinheimer Senioren Convent (WSC) organisiert, dessen Gründungsmitglied es ist.

## Geschichte
Das Corps Teutonia zu Stuttgart wurde am 12. Mai 1852 als „Gesellschaft Teutonia“ an der damaligen Polytechnischen Schule zu Stuttgart gegründet. Von den sechs Studierenden, die sich damals zu einem Freundschaftsbund zusammenschlossen, sind insbesondere der nachmalige Verlagsbuchhändler Geheimrat Adolf von Kröner und der nachmalige Dichter und Literaturhistoriker Wilhelm von Hertz, der auch Tübinger Franke wurde, in ihrem späteren Leben zu hohem Ansehen gelangt. Die junge Teutonia wählte die Farben grün-gold-rot, die auch in der Öffentlichkeit getragen wurden und die bis zum heutigen Tage unverändert blieben, in gleicher Weise wie der Wahlspruch „Vigor, Virtus, Veritas“ (Kraft, Mut, Wahrheit).
In ihren ersten Satzungen nannte sie sich nicht nur Gesellschaft, sondern auch die Bezeichnung „Verbindung“ wird darin gebraucht. Durch Zusammenwirken wissenschaftlicher und künstlerischer Kräfte sollte eine geschlossene geistige Einheit gebildet werden, zu der jedes Mitglied nach Maßgabe seiner Fähigkeiten beizutragen hatte. Regelmäßige Kneipen, Sing- und Fechtstunden wurden festgesetzt und die Mitglieder verpflichtet, Satisfaktion zu geben.
Da das Direktorium des Polytechnikums, für das es die akademische Freiheit noch nicht gab, dem studentischen Verbindungswesen wenig wohlwollend gegenüberstand und sogar das Farbentragen zeitweilig verbot, gestaltete sich die Entwicklung der Teutonia in den ersten Jahren schwierig und wechselvoll. Als der Gründungssenior einem schweren Leiden erlegen war, musste der Bund am 29. April 1854 vorübergehend suspendieren, doch konnte er sich schon am 15. Juni 1855 als Verbindung wieder auftun. Beziehungen zu den Tübinger Franken und Schwaben, die der Teutonia zeitweilig ihr Paukzeug zur Verfügung stellten und auch bei den Mensuren als Unparteiische fungierten, förderten die fortschreitende Entwicklung zum Corps, die dadurch ihren Abschluss fand, dass die Verbindung sich im Oktober 1861 zum Corps erklärte und damit zum ältesten Stuttgarter Corps wurde.
Nachdem am 15. Januar 1862 die Verbindung Rhenania den gleichen Schritt getan hatte, kam es an diesem Tage zur Gründung des Stuttgarter SC, dem am 22. Mai 1863 auch die bisherige Verbindung Stauffia beitrat, mit deren Mitgliedern die Teutonen schon seit 1855 wiederholt die Waffen gekreuzt hatten. Da überdies im November 1860 das Bestehen von Verbindungen am Polytechnikum durch dessen neue Statuten unter gewissen Bedingungen ausdrücklich gestattet wurde, war der Teutonia nun ein rasches Aufblühen beschieden. Teutonia gehörte am 7. April 1863 in Frankfurt am Main zu den zehn Gründungscorps des „Allgemeinen Senioren-Convents“ (ASC), des späteren Weinheimer Senioren-Convents.
Durch Vertrag vom 29. April 1870 wurde das Freundschaftsverhältnis mit dem Corps Bavaria Karlsruhe begründet, das sich in den kommenden Zeiten als besonders eng und unanfechtbar bewährte.
In den Kriegsjahren 1914–1918 ruhte der Corpsbetrieb vollständig. Von den dreiundsiebzig Teutonen, die damals in den Krieg zogen, verloren zehn ihr Leben. Nachdem der WSC sich bereits aufgelöst hatte, musste auch das Corps Teutonia unter dem Druck der politischen Verhältnisse am 30. Mai 1936 seine Auflösung beschließen. Durch Weiterführung der Berichterstattung an die Corpsbrüder mittels der „Teutonenbriefe“ die weitere Abhaltung der Stiftungsfeste und ähnliche Maßnahmen blieb jedoch ein enger Zusammenhalt weiterhin gewahrt. Der Zweite Weltkrieg forderte elf Todesopfer aus den Reihen der Stuttgarter Teutonen.
Am 24. September 1949 wurde durch die Altherrenschaft eine „akademische Verbindung Teutonia“ ins Leben gerufen, die am 23. Juli 1950 als Corps Teutonia die Weinheimer corpsstudentische Arbeitsgemeinschaft mitbegründete und am 21. Mai 1952 das für 16 Jahre durch Zwangsauflösung erloschene alte Corps Teutonia restituierte. Die Altherrenschaft des am 17. November 1935 aufgelösten Corps Teutonia zu Dresden, das mit der Stuttgarter Teutonia vorher seit Jahren freundschaftliche Beziehungen unterhalten hatte, trat der Stuttgarter Alte-Herren-Vereinigung bei, die infolgedessen seit dem 28. Oktober 1950 den Namen „Verein Alter Stuttgarter und Dresdener Teutonen e. V.“ führt. Da die Dresdener Alten Herren in dem wiedererstandenen aktiven Corps in Stuttgart auch ihr eigenes Corps weitergeführt sahen, bis die Verhältnisse in Dresden einmal dessen Wiederaufleben gestattet, trugen die Chargierten in Stuttgart auch das schwarz-rot-weiße Dresdener Band, das durch Fechten auf dieses Band von allen Corpsbrüdern erworben werden konnte. Beim 101. Stiftungsfest wurde am 6. Juni 1953 dem aktiven Corps von seiner Altherrenschaft ein am Herdweg 71 neu erbautes Corpsheim übergeben. Seit Mai 1956 bestehen Freundschaftsverhältnisse auch mit dem Corps Montania in Clausthal und Palaeo-Teutonia-Freiberg in Aachen als den Freundschaftscorps der früheren Teutonia-Dresden. Im Jahre 1966 wurde das Corps Teutonia Dresden in Bochum restituiert und bezog dort in der Brüderstraße 13 eine Corpsetage. 1994 zog das Corps von Bochum nach Dresden um.
Am 29. Juni 1984 wurde der Viererbund zwischen den Corps Montania Clausthal, Palaeo-Teutonia Aachen, Teutonia Stuttgart und Teutonia Dresden geschlossen. Drei Jahre später, am 14. Juni 1987, wurde ein weiterer Freundschaftsvertrag mit Corps Vitruvia München geschlossen.

## Couleur
Die Farben des Corps Teutonia Stuttgart sind Grün-Gold-Rot. Das grün-gold-rote Band hat eine goldene Perkussion. Dazu wird eine grüne Mütze getragen. Füchse tragen das grün-rote Fuchsenband, ebenfalls mit goldener Perkussion.

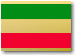
Burschenband
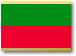
Fuchsenband
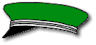
Mütze
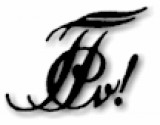
Zirkel

## Bekannte Mitglieder
- Rudolf Bender (1860–1945), preußischer Baubeamter und Politiker
- Max von Duttenhofer (1843–1903), Industrieller
- Kurt Herberts (1901–1989), Unternehmer
- Wilhelm Hertz (1835–1902), Dichter und Germanist
- Carl Emanuel Knorr (1881–1952), Vorstand der C. H. Knorr AG, Nahrungsmittelfabriken
- Adolf von Kröner (1836–1911), Verleger und Vorsitzender des Börsenvereins der Deutschen Buchhändler
- Eberhard von Kuenheim (* 1928), Manager, von 1970 bis 1993 Vorstandsvorsitzender der BMW AG
- Wilhelm Friedrich Laur (1858–1934), Architekt und erster Landeskonservator für Hohenzollern
- Hugo Schlösser (1874–1967), Architekt
- Edmund Steinacker (1839–1929), Publizist und Politiker
- Carl Hugo Steinmüller (1872–1959), Unternehmer